# Sladkorna bolezen
Sladkorna bolezen, žargonsko tudi  diabetes, je skupina presnovnih bolezni, pri katerih v daljšem časovnem obdobju prihaja do visoke ravni sladkorja v krvi. Simptomi visokega krvnega sladkorja so med drugim pogostejše uriniranje, povečana žeja in povečana lakota.  Če se ne zdravi, lahko sladkorna bolezen povzroči številne zaplete. Akutni zapleti so med drugim diabetična ketoacidoza in diabetični aketotični hiperosmolarni sindrom. Resni dolgoročni zapleti so med drugim bolezni srca in ožilja, kap, kronična odpoved ledvic, razjeda stopal in poškodbe oči.
Do sladkorne bolezni pride bodisi zato, ker trebušna slinavka ne proizvaja dovolj inzulina, bodisi zato, ker se telesne celice na proizvedeni inzulin ne odzivajo ustrezno. Obstajajo tri glavne vrste sladkorne bolezni: 
- Sladkorna bolezen tipa 1 je posledica nezmožnosti trebušne slinavke, da bi ustvarjala dovolj inzulina. V preteklosti so to obliko bolezni imenovali »od inzulina odvisna sladkorna bolezen« (IDDM − insulin-dependent diabetes mellitus) ali »juvenilna sladkorna bolezen«. Vzrok zanjo ni znan.[13]
- Sladkorna bolezen tipa 2 se začne z odpornostjo proti inzulinu, to je s stanjem, v katerem se celice na inzulin ne odzivajo pravilno.[13] Med napredovanjem bolezni lahko tudi pride do pomanjkanja inzulina.[16] Ta oblika je v preteklosti nosila naziv »od inzulina neodvisna sladkorna bolezen« (NIDDM − non insulin-dependent diabetes mellitus) ali »sladkorna bolezen v odrasli dobi« (ali »starostni diabetes«[11]).  Prvenstvena vzroka zanjo sta prekomerna telesna teža in premalo gibanja.[13]
- Nosečnostna sladkorna bolezen je tretja glavna oblika bolezni; pojavlja se kot visoka raven krvnega sladkorja pri nosečnicah brez anamneze sladkorne bolezni.[13]

Bolezen preprečujejo in zdravijo zdrava prehrana, telesna dejavnost, odpoved tobaku in skrb za normalno telesno težo.  Za ljudi s to boleznijo je tudi pomembno, da se nadzoruje krvni tlak nadzor in pravilno neguje stopala. Za sladkorno bolezen tipa 1 so potrebne injekcije inzulina. Sladkorna bolezen tipa 2 se lahko zdravi z antidiabetičnimi zdravili, z inzulinom ali brez njega. Inzulin in nekatera peroralna zdravila lahko povzročijo nizko raven krvnega sladkorja. Shujševalna kirurgija je učinkovit ukrep pri debelih osebah, ki imajo sladkorno tipa 2. Nosečnostna sladkorna bolezen običajno po porodu izzveni.
Po ocenah iz leta 2014 je po vsem svetu bilo za sladkorno boleznijo bolnih 387 milijonov ljudi, približno 90 % jih je imelo sladkorno bolezen tipa 2. To predstavlja 8,3 % odraslega prebivalstva, z enako pogostnostjo pri ženskah in moških. Ocenjujejo, da je med 2012 in 2014 sladkorna bolezen bila vzrok za 1,5 do 4,9 milijonov smrti letno. Sladkorna bolezen pri posamezniku najmanj podvoji verjetnost za smrt. Pričakovati je, da bo leta 2035 število ljudi s sladkorno boleznijo doseglo do 592 milijonov. Svetovni gospodarski stroški sladkorne bolezni so v letu 2014 po oceni znašali na 612 milijard dolarjev. Leta 2012 je sladkorna bolezen Združene države Amerike stala 245 milijard dolarjev.

## Znaki in simptomi
Klasični simptomi nezdravljene sladkorne bolezni so hujšanje, poliurija (povečano uriniranje), polidipsija (povečana žeja) in polifagija (povečana lakota). Simptomi se pri sladkorni bolezni tipa 1 lahko razvijejo hitro (v nekaj tednih ali mesecih), pri sladkorni bolezni tipa 2 pa se običajno javljajo počasneje in manj opazno, ali pa sploh ne.
Številni drugi znaki in simptomi lahko kažejo na začetek sladkorne bolezni, čeprav za bolezen niso značilni. Poleg zgoraj navedenih vključujejo zamegljen vid, glavobol, utrujenost, počasno celjenje ran in srbečo kožo. Dalj časa trajajoča visoka raven glukoze v krvi lahko povzroči vpijanje glukoze v očesno lečo, ki zaradi tega spremeni svojo obliko in povzroči spremembe v vidu. Številni kožni izpuščaji, ki se lahko pojavijo pri sladkorni bolezni, so znani pod skupnim imenom diabetični dermadromi.

### Nujni primeri pri sladkorni bolezni
Nizek krvni sladkor je pogost pri osebah s sladkorno boleznijo tipa 1 in tipa 2. Večina primerov je blagih in niso urgentne narave. Učinki so lahko vse od občutka nelagodja, potenja, tresavice in povečanega teka v blagih primerih do bolj resnih okoliščin, kot so na primer zmedenost, spremembe v vedenju, napadi, nezavest, in v hujših primerih (redko) trajna poškodba možganov in smrt. Blage primere lahko zdravi bolnik sam tako, da zaužije hrano ali pije tekočino z veliko sladkorja. Hudi primeri lahko povzročijo nezavest in jih je treba zdraviti z intravensko glukozo ali z injekcijo glukagona.
Ljudje (običajno pri sladkorni bolezni tipa 1) lahko doživljajo tudi epizode diabetične ketoacidoze, to je presnovne motnje, za katero so značilni slabost, bruhanje in bolečine v trebuhu, vonj po acetonu v izdihanem zraku, globoko dihanje, znano kot Kussmaulovo (acidotično) dihanje, in v hujših primerih zmanjšana stopnja zavesti.
Redka, vendar enako huda možnost je neketonično hiperosmolarno stanje, ki je pogostejše pri sladkorni bolezni tipa 2, v glavnem zaradi dehidracije.

### Zapleti
Vse oblike sladkorne bolezni povečujejo tveganje za dolgoročne zaplete. Do njih običajno pride po mnogih letih (10-20), vendar je lahko prvi simptom pri ljudeh, ki do tega trenutka še niso vedeli za diagnozo.
Glavni dolgoročni zapleti se tičejo okvare žil. Sladkorna bolezen podvoji tveganje za kardiovaskularne bolezni in za okoli 75 % smrti pri diabetikih so vzrok bolezni koronarnih arterij. Druge "makrovaskularne" bolezni so kap in obolenja perifernega ožilja.
Do zapletov pri sladkorni bolezni pride zaradi poškodb v majhnih krvnih žilah, v prvi vrsti v očeh, ledvicah in živcih. Okvara oči, znano kot diabetična retinopatija, je posledica poškodbe krvnih žil v mrežnici očesa in lahko vodi do postopne izgube vida in slepote. Poškodbe ledvic, tako imenovana diabetična nefropatija, lahko povzroči brazgotinjenje tkiva, izgubo beljakovin prek seča in konec koncev kronično obolenje ledvic, ki včasih zahteva dializo ali ledvični presadek. Poškodba živcev v telesu, znana kot diabetična nevropatija, je najpogostejši zaplet pri sladkorni bolezni. Simptomi so lahko med drugim otrplost, mravljinčenje, bolečina, spremenjen občutek za bolečino, ki lahko vodi do poškodbe kože. Lahko pride do  diabetičnega stopala (diabetične razjede na nogi), ki ga je težko zdraviti in ki včasih zahteva amputacijo. Dodatno povzroča proksimalna diabetična nevropatija boleče hiranje mišic in nemoč.
Obstaja povezava med kognitivnim primanjkljajem in sladkorno boleznijo. Bolniki s sladkorno boleznijo imajo 1,2 do 1,5-krat večjo hitrost upadanja kognitivne funkcije kot pa ljudje brez te bolezni.

## Vzroki
| Značilnost                          | Sladkorna tipa 1     | Sladkorna tipa 2            |
| ----------------------------------- | -------------------- | --------------------------- |
| Nastop                              | nenaden              | postopen                    |
| Starost ob nastopu                  | večinoma pri otrocih | predvsem pri odraslih       |
| Postava                             | vitka ali povprečna  | pogosta debelost            |
| Ketoacidoza                         | običajna             | redka                       |
| Avtoprotitelesa                     | običajno prisotna    | odsotna                     |
| Endogeni inzulin                    | nizek ali odsoten    | normalen, znižan ali zvišan |
| Konkordanca pri identičnih dvojčkih | 50 %                 | 90 %                        |
| Razširjenost                        | ~ 10 %               | ~ 90 %                      |

Sladkorna bolezen je razvrščena v štiri širše kategorije: sladkorno bolezen tipa 1, sladkorno bolezen tipa 2, nosečnostno sladkorno bolezen in četrto skupino, imenovano »druge posebne vrste«, ki jih povzroča nekaj ducatov različnih vzrokov.

### Tip 1
Za sladkorno bolezen tipa 1 je značilna izguba celic beta v Langerhansovih otočkih v trebušni slinavki, ki proizvajajo inzulin; brez njih pride do pomanjkanja inzulina. Ta tip je mogoče dodatno opredeliti kot imunsko ali idiopatsko sladkorno bolezen. Večina bolezni tipa 1 je v imunsko narave, pri katerih avtoimunski napad, ki ga povzročijo celice T, vodi do odmiranja beta celic in s tem do pomanjkanja inzulina. V Severni Ameriki in v Evropi je vzrok za približno 10 % primerov sladkorne bolezni. Večinoma so prizadeti ljudje sicer zdravi in imajo, ko pride do izbruha bolezni, zdravo telesno težo. Občutljivost in odzivnost na inzulin sta po navadi normalni, še posebej v zgodnjih fazah. Sladkorna bolezen tipa 1 lahko prizadene tako otroke kot tudi odrasle, vendar so jo tradicionalno imenovali "mladoletna sladkorna bolezen", ker je pri večini primerov te sladkorne bolezni šlo za otroke.
"Krhki" diabetes, znan tudi kot nestabilna ali labilna sladkorna bolezen, je izraz, ki opisuje dramatična in ponavljajoča se nihanja v ravni glukoze, do katerih lahko pri od inzulina odvisni sladkorni bolezni pogosto pride brez očitnega razloga. Ta izraz pa je brez biološke utemeljitve in naj bi se ne uporabljal. Sladkorno bolezen tipa 1 lahko še vedno spremljajo neredne in nepredvidljive visoke ravni sladkorja v krvi, pogosto s ketozo in včasih z resno nizko ravnijo krvnega sladkorja. Drugi zapleti so med drugim oslabljen regulatorni odgovor na nizek krvni sladkor, okužba, gastropareza (ki vodi v nenadzorovano vpijanje prehranskih ogljikovih hidratov) in endokrinopatije (npr. Addisonova bolezen). Za te pojave se misli, da se ne pojavljajo pogosteje kot pri enem do dveh odstotkih oseb s sladkorno boleznijo tipa 1.
Sladkorna bolezen tipa 1 je delno dedna, vpletenih je več genov, med njimi določeni genotipi HLA, za katere se ve, da vplivajo na tveganje za nastanek sladkorne bolezni. Pri genetsko dovzetnih ljudeh, lahko do nastopa diabetesa pride zaradi enega ali več okoljskih dejavnikov, kot so virusne okužbe ali prehrana. Obstajajo dokazi za povezavo med sladkorno boleznijo tipa 1 in coxsackie virusom B4. V nasprotju s tipom 2 izbruh sladkorne bolezni tipa 1 ni povezan z življenjskim slogom.

### Tip 2
Za sladkorno bolezen tipa 2 je značilna odpornost proti inzulinu, ki se ji lahko pridruži zmanjšano izločanje inzulina. V pomanjkljivo odzivnost telesnih tkiv na inzulin naj bi bil vpleten receptor za inzulin. Vendar pa konkretne pomanjkljivosti niso znane. Primeri sladkorne bolezni zaradi znane napake so razvrščeni ločeno. Sladkorna bolezen tipa 2 je najpogostejša vrsta med njimi.
V zgodnji fazi tipa 2 prevladuje pri odstopanjih od normalnega stanja zmanjšana občutljivost na inzulin. V tem obdobju bolezni je mogoče hiperglikemijo zavreti z različnimi ukrepi in s pomočjo zdravil, ki izboljšujejo občutljivost na inzulin ali zmanjšujejo proizvodnjo glukoze v jetrih.
Vzrok za diabetes tipa 2 so predvsem dejavniki življenjskega sloga in genetika. Znani so številni dejavniki življenjskega sloga, ki so pomembni za razvoj sladkorne bolezni tipa 2, med drugim debelost (indeks telesne mase nad 30), pomanjkanje telesne dejavnosti, neustrezna prehrana, stres, in urbanizacija. Prekomerna telesna maščoba je povezana s 30 % primerov pri bolnikih kitajskega in japonskega porekla, 60-80 % primerov pri bolnikih z evropskim in afriškim ozadjem, in 100 % pri Pima Indijancih in prebivalcih pacifiških otokov. Bolniki, ki niso debeli, imajo pogosto visoko razmerje pas-boki.
Prehranski dejavniki tudi vplivajo na nevarnost za razvoj sladkorne bolezni tipa 2. Pretirana poraba s sladkorjem sladkanih pijač nevarnost povečuje. Vrsta maščob v prehrani je tudi pomembna. Nasičene maščobe in trans-maščobne kisline povečujejo, večkratno nenasičene in enkratno nenasičene pa zmanjšujejo tveganje. Zdi se, da uživanje velikih količin belega riža prav tako povečuje tveganje. Pomanjkanje gibanja je verjetno vzrok za 7 % primerov.

### Nosečnostna sladkorna bolezen
Nosečnostna sladkorna bolezen (NSB, gestacijski diabetes) v več pogledih spominja na sladkorno bolezen tipa 2; gre za kombinacijo relativno nezadostnega izločanja inzulina in neustrezne odzivnosti. Do nje pride pri 2−10 % vseh nosečnosti; po porodu se lahko izboljša ali izgine. Vendar so pri približno 5-10 % žensk z nosečnostno sladkorno boleznijo ugotovili, da imajo sladkorno bolezen, najpogosteje tipa 2.  Nosečnostna sladkorna bolezen je popolnoma ozdravljiva, vendar ves čas nosečnosti zahteva skrbno zdravniški nadzor. Pri tem gre lahko za spremembe v prehrani, nadzor glukoze v krvi in v nekaterih primerih dajanje inzulina.
Čeprav je bolezen lahko prehodnega značaja, lahko nezdravljena škoduje zdravju zarodka in matere. Nevarnosti za plod so makrosomija (visoka porodna teža), prirojene nepravilnosti na srcu in osrednjem živčevju in deformiranje skeletnih mišic. Povečani inzulin lahko zavre razvoj ploda in povzroči sindrom respiratorne stiske. Zaradi uničenja rdečih krvničk lahko pride do visoke ravni bilirubina v krvi. V hujših primerih lahko pride do smrti ploda, najpogosteje je vzrok slaba propustnost posteljice zaradi oslabljenih žil. V primeru zmanjšane delovne sposobnosti posteljice je lahko v nekaterih primerih potrebno sprožiti umetne popadke. Carski rez je lahko potreben, če gre za vidno stisko plodu ali povečano nevarnost poškodb zaradi makrosomije, kot je na primer ramenska distocija.

### Druge vrste
Prediabetes se imenuje stanje, ko so ravni glukoze v krvi višje, kot je normalno, vendar ne dovolj visoko za diagnozo sladkorne bolezni tipa 2. 
Mnogi med ljudmi, ki konec koncev obolijo za diabetesom tipa 2, preživijo več let v stanju prediabetesa.
Latentni avtoimunski diabetes odraslih (LADO) je stanje, pri katerem pride do sladkorne bolezni tipa 1 pri odraslih. Pri odraslih z LADO se sprva pogosto - na osnovi starosti namesto na osnovi etiologije - napačno diagnosticira diabetes tipa 2.
Nekaterim primerom diabetesa so vzrok receptorji v tkivu telesa, ki se ne odzivajo na inzulin (tudi če so ravni inzulina normalne, po čemer se ta vrsta diabetesa razlikuje od sladkorne bolezni tipa 2); ta oblika je zelo redka. Genetske mutacije, (avtozomne ali mitohondrijske) lahko povzročijo napake v delovanju beta celic. Tudi abnormalno delovanje inzulina je v nekaterih primerih lahko genetsko pogojeno. Vsaka bolezen, ki povzroča resne okvare na trebušni slinavki, je lahko vzrok za diabetes (na primer kronični pankreatitis in cistična fibroza). Bolezni, povezane s prekomernim izločanjem za inzulin antagonističnih hormonov, ravno tako pa lahko povzročijo sladkorno bolezen (ki običajno odneha, ko se presežek hormona odstrani). Mnoga zdravila ovirajo izločanje inzulina, nekateri strupi pa poškodujejo celice beta trebušne slinavke. Diagnostično postavko v ICD-10 letnik 1992 "s podhranjenostjo povezan diabetes mellitus (MRDM ali MMDM, ICD-10 koda E12), je Svetovna zdravstvena organizacija ob uvedbi trenutno veljavne taksonomije leta 1999 opustila. 
Druge oblike sladkorne bolezni so med drugim prirojeni diabetes, ki je posledica genskih okvar izločanja inzulina, s cistično fibrozo povezan diabetesa, steroidni diabetes, ki ga povzročajo visoki odmerki glukokortikoidov in različne oblike monogenskega diabetesa.
Tule obsežen seznam drugih vzrokov za sladkorno bolezen:
| - Genske napake v delovanju β-celic - Nastop bolezni med odraščanjem - Mutacije v mitohondrijski DNK - Genske napake v presnovi ali delovanju insulina - Napake v konverziji proinsulina - Genske mutacije v inzulinu - Mutacije v receptorjih za inzulin - Eksokrine okvare trebušne slinavke - Kronični pankreatitis - Pancreatektomija - Pankreatična neoplazija - Cistična fibroza - Hemokromatoza - Fibrokalkulozna pankreatopatija | - Endokrinopatije - Presežek rastnega hormona(akromegalija) - Cushingov sindrom - Hipertiroidizem - Feokromocitom - Glukagonoma - Infekcije - Okužba s citomegalovirusom - Coxsackie virus B - Droge - Glukokortikoidi - Tiroidni hormon - β-adrenergični agonisti - statini |

## Patofiziologija
Inzulin je poglavitni hormon za uravnavanje prenosa glukoze iz krvi v večino celic v telesu, predvsem v jetra, mišice in v maščobno tkivo. Zato pomanjkanje inzulina ali neobčutljivost receptorjev nanj igra osrednjo vlogo pri vseh oblikah sladkorne bolezni.
Telo odjema glukozo na treh glavnih mestih: v črevesu z vpijanjem hrane, z razgradnjo glikogena, to je oblike glukoze, ki se hrani v jetrih, in z glukonogenezo, to je izdelovanjem glukoze v tkivih iz ne-ogljikovodičnih substratov. Inzulin igra ključno vlogo pri uravnovešanju ravni glukoze v telesu. inzulin lahko zavira razgradnjo glikogena ali postopek glukoneogeneze, lahko stimulira transport glukoze v maščobne in mišične celice in lahko stimulira shranjevanje glukoze v obliki glikogena.
Inzulin sproščajo v kri celice beta (β-celice) v Langerhansovih otočkih, ki se nahajajo v trebušni slinavki, običajno po obroku, kot odgovor na naraščajoče ravni glukoze v krvi. Inzulin približno dve tretjini celic v telesu potrebuje za absorpcijo krvne glukoze, kot gorivo zase, kot izhodno snov za proizvodnjo drugih potrebnih molekul ali kot zalogo za shranjevanje. Nižje ravni glukoze povzročijo zmanjšano sproščanje inzulina iz celic beta in razgradnjo glikogena v glukozo. Ta postopek v prvi vrsti nadzoruje hormon glukagon, ki deluje na inzulinu nasproten način.
Če inzulina ni dovolj na voljo, če se celice slabo odzivajo na inzulin (inzulinska neobčutljivost ali inzulinska odpornost) ali če je inzulin sam okvarjen, potem se glukoza ne bo pravilno absorbirala v telesnih celicah, ki jo potrebujejo, in se ne bo ustrezno shranjevala v jetrih in mišicah. Neto učinek so vztrajno visoke ravni glukoze v krvi, slaba sinteza beljakovin in druge presnovne motnje kot je na primer acidoza.
Če se koncentracija glukoze v krvi zadržuje na visoki ravni dalj časa, bodo ledvice dosegle prag resorpcije in glukoza se bo izločala z urinom (glikozurija). To povečuje osmotski tlak urina in zavira resorpcijo vode v ledvicah, posledica pa je povečana proizvodnja urina (poliurija) in povečane izgube tekočine. Izgubljena prostornina krvi se bo osmotsko nadomestila z vodo, ki se bo odstranjevala iz celic in drugih predelov telesa, posledica pa bo dehidracija in povečana žeja (polidipsija).

## Diagnoza
Za sladkorno bolezen je značilna ponavljajoča se ali dolgotrajna hiperglikemija, diagnosticira pa se bolezen na osnovi enega od naslednjih testov:
- raven glukoze v plazmi na tešče ≥7,0 mmol/L(126 mgdL)
- plazemska glukoza ≥ 11,1 mmol/L (200 mg/dL) dve uri po 75 g peroralni obremenitvi z glukozo kot pri testu za moteno toleranco za glukozo
- simptomi visokega sladkorja v krvi in priložnostno plazemska glukoza ≥ 11,1 mmol/L (200 mg /dL).
- glikiran hemoglobin (HbA1c) ≥ 48 mmol / mol (≥ 6,5 DCCT%).[50]

Če je rezultat pozitiven, vendar ni nedvoumnih znakov hiperglikemije, je treba diagnozo potrditi s katerekoli od zgoraj naštetih metod na kak drug dan. Bolje je meriti raven glukoze na tešče, ker je test lažji in ne zahteva toliko časa kot oralni glukozni tolerančni test, ki traja dve uri in v primerjavi s testom na tešče nima kake prognostične prednosti. Po trenutno veljavni definiciji pomenita dve meritvi glukoze na tešče nad 126 mg/dL (7,0 mmol/L) diagnozo za sladkorno bolezen.
Po Svetovni zdravstveni organizaciji velja za ljudi z nivojem glukoze na tešče 6,1-6,9 mmol/L (110 do 125 mg/DL), da imajo moteno bazalno glikemijo. Pri osebah z glukozo v plazmi pri ali nad 140 mg/dL (7,8 mmol /L), vendar pod 200 mg/dL (11,1 mmol/L) - dve uri po peroralni obremenitvi z glukozo v odmerku 75 g - gre za moteno toleranco za glukozo. Gre za dvoje predhodnih stanj diabetesa, zlasti slednje predstavlja resno nevarnost za polno razvit diabetes in za bolezni srca in ožilja. Ameriško diabetološko združenje od leta 2003 uporablja nekoliko drugačen razpon za okvarjeno glukozo na tešče, in sicer 5,6-6,9 mmol/L (100 do 125 mg/dL).
Glikiran hemoglobin je boljše merilo kot pa glukoza na tešče, kadar se ne glede na vzrok ocenjuje tveganje za srčno-žilne bolezni in smrt zaradi njih.
Diabetes insipidus je redka bolezen, ima podobne simptome kot sladkorna bolezen, vendar brez motenj presnove sladkorja (insipidus pomeni "brez okusa" v latinščini) in brez istih bolezenskih mehanizmov.

## Preprečevanje
Ukrepi, ki bi preprečevali sladkorno bolezen tipa 1, niso znani. Sladkorno bolezen tipa 2 lahko ogrožena oseba pogosto prepreči, če pazi na svojo težo, če je telesno aktivna, in če se zdravo prehranjuje. Spremembe prehranjevalnih navad, ki učinkovito preprečujejo sladkorno bolezen, so med drugim prehrana, bogata na polnih zrnih,vlaknih in dobrih maščobah, kot so poli-nenasičene maščobe, ki jih je najti v oreščkih, rastlinskih oljih in ribah.  Če omejimo pitje sladkih pijač in jemo manj rdečega mesa in drugih virov za nasičene maščobe, lahko tudi pomaga preprečiti pojav sladkorne bolezni. Tudi aktivno kajenje povečuje tveganje za sladkorno bolezen, tako da je tudi prenehati s kajenjem lahko pomemben zaščitni ukrep.

## Obvladovanje
Sladkorna bolezen je kronična bolezen, za katero, razen v zelo posebnih okoliščinah, zdravilo ni znano. Skrb za bolezen se osredotoča na raven sladkorja v krvi, ki naj bi bila čim bliže normalni vrednosti ("euglikemia"), ne da bi prišlo pri tem do nizkega krvnega sladkorja. To se običajno doseže z zdravo prehrano, telesno aktivnostjo, in uporabo ustreznih zdravil (inzulina, če gre za diabetes tipa 1, in peroralnih zdravil, kot tudi morebiti inzulina, pri sladkorni bolezni tipa 2).
Razumeti bolezen in aktivno sodelovati pri zdravljenju je ključnega pomena za ljudi s sladkorno boleznijo, saj so zapleti pri sladkorni bolezni pri ljudeh, ki dobro skrbijo za raven sladkorja v krvi, veliko manj pogosti in manj hudi. Cilj zdravljenja je HbA1C v višini 6,5%, ne sme biti nižji od tega nivoja, lahko se nastavi tudi više. Pozornost se namenja tudi drugim zdravstvenim težavam, ki škodljive posledice sladkorne bolezni lahko pospešijo. Gre za kajenje, povišano raven holesterola, debelost, visok krvni tlak, in pomanjkanje redne telesne dejavnosti. Pogosto je uporablja posebna obutev, ki na nogah ogroženih zmanjšuje tveganje za nastanek razjed ali njih ponovitev. Dokazi za njih učinkovitost pa so za zdaj še dvoumni.

### Zdravljenje bolezni in simptomov
Večina znanstvenikov meni, da je sladkorna bolezen ne glede na tip v večini primerov neozdravljiva.
Kot sta leta 1994 Walter Pories in Jose F. Caro odkrila, sladkorna bolezen tipa 2 poneha pri 90 % debelih bolnikov, ki so prestali bypass operacijo na želodcu, pri tem so se ravni krvnega sladkorja brez zdravil, včasih v nekaj dneh po operaciji, normalizirale. Kirurgija je tudi nedvomno pomagala pri bolnikih s predhodno sladkorno boleznijo za več kot faktor 30 preprečiti sladkorno bolezen tipa 2.
Po raziskavah profesorja Roya Taylorja, Univerza v Newcastleu, je vzrok za sladkorno bolezen v večini primerov nenormalno shranjevanje maščob, ki ga je mogoče zavreti s postom in ekstremno dieto, ki se jima pridruži fizična aktivnost. Po Taylorjevi teoriji je drastična sprememba prehrane vzrok za navidezni preobrat simptomov pri debelih bolnikih, ki so prestali bypass operacijo želodca; nedavne raziskave pa so pokazale, da je vzrok za odsotnost diabetičnih simptomov po operaciji sprememba v delovanju tankega črevesa, ki iz krvi odstranjuje odvečno glukozo. Pred odkritjem inzulina se je slavilo terapijo s stradanjem, ki je imela vprašljive rezultate.  Teorij Taylorja o tem, od kod izvira sladkorna bolezen in kako se jo lahko s skrajno dieto zdravi, glavni zastopniki zdravniške stroke niso sprejeli.

### Življenjski slog
Ljudem s sladkorno boleznijo lahko pomaga, če se na področju bolezni in zdravljenja izobražujejo, če se pravilno prehranjujejo, da bi dosegli in ohranili normalno telesno težo, in če so v smiselnem obsegu telesno aktivni, vse s ciljem, da de kratkoročno in dolgoročno raven sladkorja v krvi drži znotraj sprejemljivih meja. Poleg tega se, glede na zvišano tveganje za bolezni srca in ožilja, priporočajo spremembe v načinu življenja, ki pomagajo pri nadzor nad krvnim tlakom.

### Zdravila
Cilj zdravil za sladkorno bolezen je znižati raven sladkorja v krvi. Obstaja več različnih razredov antidiabetičnih zdravil. Nekatera so na voljo peroralno, kot na primer metformin, druga samo z injekcijo, kot inzulin. Sladkorno bolezen tipa 1 se lahko zdravi samo z inzulinom, običajno s kombinacijo običajnega in NPH inzulina, ali pa sintetičnih analogov inzulina.
Metformin se na splošno priporoča, kot prvo med zdravili za sladkorno bolezen tipa 2, saj je zanesljivo dokazano, da zmanjšuje umrljivost. Deluje tako, da v jetrih znižuje tvorjenje glukoze. Številne druge skupine zdravil, ki so večinoma peroralna, lahko tudi znižuje raven skladkorja pri sladkorni bolezni tipa II. Med drugim gre za učinkovine, ki povečajo izločanje inzulina, ki zmanjšujejo absorpcijo sladkorja iz črevesja, in za sredstva, zaradi katerih je telo bolj občutljivo za inzulin. Če se rabi inzulin za zdravljenje diabetesa tipa 2, se ob začetku doda dolgoročno delujoč agent, hkrati pa se nadaljuje s peroralnim jemanjem zdravil. Odmerke inzulina se nato poveča za potreben učinek.Consumer Reports; American College of Physicians (april 2012), »Choosing a type 2 diabetes drug – Why the best first choice is often the oldest drug« (PDF), High Value Care, Consumer Reports, arhivirano (PDF) iz spletišča dne 2. julija 2014, pridobljeno 14. avgusta 2012{{citation}}:  Vzdrževanje CS1: samodejni prevod datuma (povezava)
Glede na to, da bolezni srca in ožilja lahko pomenijo resen zaplet sladkorne bolezni, nekateri priporočajo ravni krvnega tlaka pod 120/80 mmHg; dokazi pa podpirajo le manj kot ali enako nekje med 140/90 mmHg do 160/100 mmHg.  Med zdravili, ki znižujejo krvni tlak, zaviralci angiotenzin konvertaze (ACEIs) izboljšujejo stanje pri bolnikih s sladkorno, podobna zdravila (blokatorji receptorjev angiotenzina - ARB) pa ne. Za bolnike s kardiovaskularnimi težavami priporočajo tudi aspirin, vendar za izboljšanje rezultatov pri nezapletenih primerih sladkorne bolezni ni dokazov.

### Presaditev trebušne slinavke
Za presaditev trebušne slinavke pridejo včasih v poštev ljudje s sladkorno boleznijo tipa 1 z resnimi zapleti bolezni, kot je na primer terminalna faza obolenja ledvic, ki nujno zahteva presaditev ledvic.

### Podpora
V državah s sistemom splošnih zdravnikov, kot je na primer Združeno kraljestvo, zdravljenje lahko poteka v glavnem zunaj bolnišnice, bolnišnična specialistična oskrba pride v poštev samo v primeru zapletov, ob težavah s kontrolo krvnega sladkorja ali v okviru raziskav. V ostalih primerih si splošni zdravniki in specialisti kot sodelavci delijo odgovornost za pacienta. Oskrba na domu, ki jo podpira specialist prek mreže, je lahko da učinkovita alternativa.

## Epidemiologija
| ni podatkov ≤ 7.5 7.5–15 15–22.5 22.5–30 30–37.5 37.5–45 | 45–52.5 52.5–60 60–67.5 67.5–75 75–82.5 ≥ 82.5 |

| Ni podatkov <100 100–200 200–300 300–400 400–500 500–600 | 600–700 700–800 800–900 900–1,000 1,000–1,500 >1,500 |

Po ocenah je leta 2013 po vsem svetu bilo za sladkorno boleznijo bolnih 382 milijonov ljudi, Vrsto 2 predstavlja približno 90 % primerov. To predstavlja 8,3 % odraslega prebivalstva, z enako pogostnostjo pri ženskah in moških.
Leta 2014 je, kot ocenjuje Mednarodno združenje za sladkorno bolezen (IDF), sladkorna bolezen povzročila 4,9 milijona smrti. Svetovna zdravstvena organizacija (WHO) ocenjuje, da je diabetes vzrok za 1,5 milijona smrtnih žrtev v letu 2012, zaradi česar je 8. vodilni vzrok smrti. Razlika med obema ocenama je posledica dejstva, da so kardiovaskularne bolezni pogosto vzrok smrti pri ljudeh s sladkorno boleznijo; število smrtnih žrtev, ki jih je pripisati sladkorni bolezni, IDF ocenjuje s pomočjo modela. Več kot 80 % smrti zaradi sladkorne bolezni se pripeti pojavljajo v državah z nizkimi in srednjimi dohodki.
Sladkorna bolezen se pojavlja po vsem svetu, vendar je bolj pogosta (predvsem tip 2) v bolj razvitih državah. Največji porast je bilo pričakovati v Aziji in Afriki, kjer bo leta 2030 živela večina ljudi s sladkorno boleznijo. Porast obolenj v državah v razvoju sledi trendom urbanizacije in spremembam v življenjskih navadah, kot je med drugim "zahodna" prehrana. Pri tem naj bi šlo za učinek okolja (tj vpliv prehrane), vendar se mehanizem ali mehanizmi tega učinka še niso razjasnjeni.

## Zgodovina
Diabetes je ena prvih bolezni, ki so jo opisali, prvi opis se nahaja v egipčanskem rokopisu 15. stoletja pred našim štejem, ki omenja »pretirano mokrenje«. Pri prvih opisanih primerih je verjetno šlo za sladkorno bolezen tipa 1. Indijski zdravniki so v približno istem času razpoznali bolezen in jo imenovali »madhumeha« ali »meden seč«, ker so opazili, da seč privlači mravlje. Izraz »diabetes«, to je »ki se pretaka«, je bil prvi uporabil Apolonij iz Memfisa leta 230 pred našim štetjem. Bolezen je v časih Rimskega imperija bila redka. Galen pravi, da je v svoji karieri naletel na le dva primera. To je verjetno posledica prehrane in življenjskega sloga prastarih ljudi, ali zato, ker je bilo klinične simptome opaziti v napredni fazi bolezni. Galen je bolezen imenoval "driska seča" (diarrhea urinosa). Najzgodnejše preživele delo, ki podrobno omenja sladkorno bolezen, je spisal Aretaeus iz Kapadokije (2. ali zgodnje 3. stoletje). Opisal je simptome in potek bolezni, ki jo pripisuje vlagi in hladu, odražajoč s tem prepričanja "Pnevmatske šole". Razmišljal je o povezanosti med sladkorno boleznijo in drugimi obolenji in opisal razlike pri diagnozi za ugriz kače, ki ravno tako izzove pretirano žejo. Njegovo delo je na Zahodu ostalo neznano do sredine 16. stoletja, ko so v leta 1552 v Benetkah objavili prvo latinsko izdajo.
Da gre pri diabetesu Tipa 1 in tipa 2 za dve različni bolezni, sta kot prva dognala indijska zdravnika Sushrute in Charaka v letih 400-500 našega štetja, tip 1 sta povezala z mladimi bolniki, tip 2 pa z odvečnimi kilogrami. Prilastek »mellitus« ali »meden« je bolezni dodal britanski zdravnik John Rolle konec 17. stoletja, da bi tako obolenje razločil od bolezni diabetes insipidus, katere znak je prav tako pogosto mokrenje. Učinkovitega zdravljenja niso uspeli razviti do začetka 20. stoletja, ko sta leta 1921 in 1922 Kanadčana Frederick Banting in Charles Herbert Best odkrila inzulin. V štiridesetih letih je potem sledil razvoj dolgotrajno delujočega inzulina NPH.

### Etimologija
Beseda diabetes iz vira iz latinščine, ki je izraz prevzela stare grščine. διαβήτης (diabetes) dobesedno pomeni "prepustnik; sifon." Starogrški zdravnik Aretej iz Kapadokije iz porvega stoetja po našem štetju je uporabil to besedo za bolezen, za katero je značilno "pretirano odvajanje urina". Konec koncev beseda izvira iz grškega διαβαίνειν ( diabainein ), kar pomeni "prepuščati".  Beseda mellitus izhaja iz klasične latinščikne, pomeni pa "meden" (tj. osladkan z medom; sladek kot med).   Pridevnik "mellitus" je besedi "diabetes" dodal Thomas Willis leta 1675, ko je opazil, da ima seč sladkorno bolnih sladek okus (glikozurija). Ta sladek okus urina so opazili že antični Grki, Kitajci, Egipčani, Indijanci in Perzijci.

## Družba in kultura
"Izjava Svc. Vincenta" leta 1989 je bila rezultat mednarodnih prizadevanj, da bi se izboljšalo nego bolnikov, ki imajo sladkorno bolezen. To je pomembno, ne le z vidika kakovosti življenja in pričakovane življenjske dobe, temveč tudi z gospodarskega vidika - stroški zaradi sladkorne bolezni predstavljajo za zdravstvene sisteme in vlade velik ponor z zdravstvom in produktivnostjo povezanih sredstev. Več držav je ustanovilo več in manj uspešne nacionalne programe za sladkorno bolezen, z namenom izboljšati zdravljenje bolezni. Za ljudi s sladkorno boleznijo, ki imajo nevropatske simptome, kot so odrevenelost ali mravljince v rokah in nogah, je dvakrat bolj verjetno, da bodo brezposelni, kot če nimajo simptomov.
V letu 2010 je v ZDA število obiskov zaradi sladkorne bolezni na oddelkih za nujne primere bilo višje med ljudmi z nizkimi prihodki (526 na 10.000 prebivalcev) kot med ljudmi iz skupine z najvišjimi dohodki (236 na 10.000 prebivalcev). Približno 9,4 % od obiskovalcev na nezgodnem oddelku zaradi sladkorne bolezni je bilo nezavarovanih,

### Imenovanje
Izraz "sladkorna bolezen tipa 1" je zamenjal več nekdanjih izrazov, kot so sladkorna bolezen v otroštvu, juvenilna sladkorna bolezen in od inzulina odvisna sladkorna bolezen. Prav tako izraz "sladkorna bolezen tipa 2" nadomešča več dosedanjih nazivov, kot so sladkorna bolezen odraslih, z debelostjo povezana sladkorna bolezen, in od inzulina odvisna sladkorna bolezen. Standardna nomenklatura je dogovorjena samo za ta dva tipa sladkorne bolezni.

## Druge živali
Pri živalih je sladkorna bolezen najpogostejša pri psih in mačkah. Živali srednjih let so prizadete najbolj pogosto. Za psice je dvakrat bolj verjetno, da bodo prizadete kot pasji samci, po nekaterih virih pa so mačji samci bolj nagnjeni k bolezni kot samice. Pri obeh vrstah se bolezen loti vseh pasem, vendar pa so majhne pasme psov, kot recimo pudli, posebno ogrožene. Simptomi so lahko povezani z izgubo tekočine in poliurijo, ampak potek bolezni je lahko tudi zahrbten. Diabetične živali so bolj nagnjeni k okužbam. Dolgoročni zapleti, ki jih poznamo pri ljudeh, so pri živalih veliko redkejši. Načela zdravljenja (hujšanje, peroralni antidiabetiki, podkožni inzulin) in obvladovanje izrednih dogodkov (npr. ketoacidoze), so podobna pristopom pri človeku.

## Raziskave
Razvili so vdihljiv inzulin. Prvotne izdelke so zaradi neželenih učinkov umaknili. Zdravilo Afrezza, ki ga je razvilo farmacevtsko podjetje MannKind Corporation, je FDA junija 2014 odobrila za splošno prodajo.
Prednost vdihljivega inzulina je njegova priročnost in enostavnost za uporabo.

## Dodatno čtivo
- Polonsky KS (2012). »The Past 200 Years in Diabetes«. New England Journal of Medicine. 367 (14): 1332–40. doi:10.1056/NEJMra1110560. PMID 23034021.